# Marcelino García Barragán
Marcelino García Barragán (Autlán, 2 juni 1895 - Guadalajara, 3 september 1979) was een Mexicaans militair en politicus.
García Barragán was afkomstig uit de staat Jalisco. Tijdens de Mexicaanse Revolutie was hij kolonel bij de cavalerie, en in de jaren '20 bevocht hij de cristero's. Later werd hij benoemd tot directeur van de Militaire Academie.
In 1943 werd hij gekozen tot gouverneur van Jalisco. Bij de presidentsverkiezingen van 1946 steunde hij de kandidatuur van Ezequiel Padilla, die het opnam tegen Miguel Alemán van de regerende Institutioneel Revolutionaire Partij (PRI). Na de verkiezingsoverwinning en inhuldiging van Alemán liet deze García Barragán uit zijn gouverneursambt ontzetten, hoewel José Jesús González Gallo al tot zijn opvolger was gekozen en zijn termijn over twee weken sowieso al zou aflopen. Hierna stapte García Barragán uit het leger en sloot hij zich aan bij de oppositionele Federatie van Partijen van het Volk (FPP). In 1952 steunde hij de presidentskandidatuur van generaal Miguel Henríquez Guzmán. Henríquez werd verslagen door PRI-kandidaat Adolfo Ruiz Cortines maar beweerde dat er fraude in het spel was geweest. Uit in 2007 vrijgegeven documenten bleek dat García Barragán in 1953 een staatsgreep tegen Ruiz Cortines plande maar daar uiteindelijk van afzag.
Later verzoende hij zich met de regering, en in 1964 werd hij benoemd tot minister van defensie onder president Gustavo Díaz Ordaz. In die functie trad hij hard op tegen demonstranten. In 1966 liet hij de universiteit van Morelia bezetten in een actie waarbij een dode en meerdere gewonden vielen. Zijn rol bij het Bloedbad van Tlatelolco waarbij op 2 oktober 1968 250 demonstranten werden vermoord is niet geheeld duidelijk. Aanvankelijk gaf hij er niets te maken hebben gehad - wat inderdaad mogelijk was, delen van het leger waren van tevoren niet ingelicht en zelfs beschoten door paramilitairen, om zo de schuld op de demonstranten te kunnen schuiven - hoewel hij het bloedbad wel rechtvaardigde. Later gaf hij echter toe dat de Mexicaanse regering overspannen had gereageerd. Een jaar voor zijn dood erkende hij dat hij, samen met Díaz Ordaz en minister Luis Echeverría, verantwoordelijk was geweest voor de planning. Hij overleed in 1979.